# Taiyutyla millicoma
Taiyutyla millicoma är en mångfotingart som beskrevs av Shear 1976. Taiyutyla millicoma ingår i släktet Taiyutyla och familjen Conotylidae. Inga underarter finns listade i Catalogue of Life.